# خودمختاری
خودمختاری یا خودآیینی (به انگلیسی: Autonomy) در لغت به معنای استقلال و آزادی است و در عالم سیاست به معنی استقلال محدود یک واحد سیاسی است.
در دوره‌های پسااستعماری خودمختاری مرحلهٔ پیش از استقلال است که در آن، افراد قوم و ملت، خود را اداره می‌کنند. در تقسیمات داخلی کشورها برخی استان‌ها یا ایالت‌ها به‌دلایل گوناگون مانند شرایط ویژهٔ قومی، نژادی، مذهبی و… دارای استقلالی متفاوت از دیگر استان‌ها و ایالت‌ها هستند اما امور مربوط به سیاست خارجی و دفاعی، تابع حکومت مرکزی‌اند.
واژهٔ سیاسی خودمختاری در معنی جدید خود برای نخستین‌بار توسط توماس جفرسون در اعلامیهٔ استقلال ایالات متحدهٔ آمریکا مطرح شد.